# Jean Doussot
Pour les articles homonymes, voir Doussot.
Jean Doussot, né le 21 avril 1899 à Limanton et mort le 6 janvier 1977 à La Sauve à Moulins-Engilbert en France, est un homme politique français, membre du Rassemblement du peuple français.

## Détail des fonctions et des mandats
Mandats parlementaires
- 18 mai 1952 - 26 avril 1959 : conseiller de la République puis sénateur de la Nièvre